# USS Mullany (DD-325)
Za druga plovila z istim imenom glejte USS Mullany.
USS Mullany (DD-325) je bil rušilec razreda Clemson v sestavi Vojne mornarice Združenih držav Amerike.
Rušilec je bil poimenovan po kontraadmiralu Jamesu Robertu Madisonu Mullanyju.

## Zgodovina
V skladu s Londonskim sporazumom o pomorski razorožitvi je bil rušilec 1. maja 1930 izvzet iz aktivne službe in 18. novembra istega leta izbrisan iz seznama plovil Vojne mornarice ZA ter bil nato naslednje leto prodan kot staro železo.